# Atín
Atín es una aldea española, actualmente despoblada, que forma parte de la parroquia de Loureda, del municipio de Arteijo, en la provincia de La Coruña.

## Demografía
| Gráfica de evolución demográfica de Atín entre 2000 y 2018 |
|                                                            |
| Datos según el nomenclátor publicado por el INE.           |